# Xpeng G3
La Xpeng G3 è un'autovettura elettrica prodotta dalla casa automobilistica cinese Xpeng a partire dal 2018.

## Descrizione
La versione di serie della Xpeng G3 è stata svelata nel 2018 durante il Consumer Electronics Show di Las Vegas.
Nel luglio 2019 è stata introdotta la G3 Long Range, una versione con batteria più grande da 66,5 kWh e un'autonomia dichiarata di circa 520 km.